# Sommer-Paralympics 2016/Teilnehmer (Island)
| stlisierte Goldmedaille | stlisierte Silbermedaille | stlisierte Bronzemedaille |
| ----------------------- | ------------------------- | ------------------------- |
| —                       | —                         | —                         |

Island entsandte zu den Paralympischen Sommerspielen 2016 in Rio de Janeiro eine aus fünf Sportlern bestehende Mannschaft – drei Männer und zwei Frauen.
Fahnenträger bei der Eröffnungsfeier war der Schwimmer Jón Margeir Sverrisson.

## Medaillen
Teilnehmer aus Island konnten bei den Sommer-Paralympics 2016 keine Medaillen gewinnen.

## Teilnehmer nach Sportart

### Bogenschießen
| Männer                |                  |     |    |                           |           |               |               |               |               |               |               |               |               |    |
| Þorsteinn Halldórsson | Compound (offen) | 599 | 31 | Kevin "K.J." Polish (USA) | L 129–143 | ausgeschieden | ausgeschieden | ausgeschieden | ausgeschieden | ausgeschieden | ausgeschieden | ausgeschieden | ausgeschieden | 17 |

### Leichtathletik

#### Männer
| Athleten        | Wettbewerb    | Vorlauf / Vorkampf | Vorlauf / Vorkampf | Halbfinale   | Halbfinale | Finale       | Finale | Rang |
| Athleten        | Wettbewerb    | Zeit / Weite       | Rang               | Zeit / Weite | Rang       | Zeit / Weite | Rang   | Rang |
| --------------- | ------------- | ------------------ | ------------------ | ------------ | ---------- | ------------ | ------ | ---- |
| Helgi Sveinsson | Speerwurf F44 | –                  | –                  | –            | –          | 53,96 m      | 5      | 5    |

### Schwimmen

#### Frauen
| Athleten                  | Wettbewerb        | Vorlauf / Vorkampf | Vorlauf / Vorkampf | Finale        | Finale        | Rang |
| Athleten                  | Wettbewerb        | Zeit / Weite       | Rang               | Zeit / Weite  | Rang          | Rang |
| ------------------------- | ----------------- | ------------------ | ------------------ | ------------- | ------------- | ---- |
| Sonja Sigurðardóttir      | 50 m Freistil S4  | 1:03.39            | 15                 | ausgeschieden | ausgeschieden |      |
| Sonja Sigurðardóttir      | 50 m Rücken S4    | 1:01.65            | 8                  | 59.97 NR      | 8             | 8    |
| Thelma Björg Björnsdóttir | 50 m Freistil S6  | 42.14              | 19                 | ausgeschieden | ausgeschieden |      |
| Thelma Björg Björnsdóttir | 100 m Freistil S6 | 1:27.04            | 15                 | ausgeschieden | ausgeschieden |      |
| Thelma Björg Björnsdóttir | 400 m Freistil S6 | 6:34.71            | 14                 | ausgeschieden | ausgeschieden |      |
| Thelma Björg Björnsdóttir | 100 m Brust SB5   | 1:58.69            | 11                 | ausgeschieden | ausgeschieden |      |
| Thelma Björg Björnsdóttir | 200 m Lagen SM6   | 3:58.13            | 13                 | ausgeschieden | ausgeschieden |      |

#### Männer
| Athleten               | Wettbewerb         | Vorlauf / Vorkampf | Vorlauf / Vorkampf | Finale        | Finale        | Rang |
| Athleten               | Wettbewerb         | Zeit / Weite       | Rang               | Zeit / Weite  | Rang          | Rang |
| ---------------------- | ------------------ | ------------------ | ------------------ | ------------- | ------------- | ---- |
| Jón Margeir Sverrisson | 200 m Freistil S14 | 2:00.01            | 5                  | 1:57:50       | 4             | 4    |
| Jón Margeir Sverrisson | 100 m Brust SB14   | 1:12.27            | 12                 | ausgeschieden | ausgeschieden |      |
| Jón Margeir Sverrisson | 200 m Lagen SM14   | 2:19.56            | 7                  | 2:18.61       | 6             | 6    |